# Parachelifer parvus
Parachelifer parvus är en spindeldjursart som beskrevs av William B. Muchmore 1981. Parachelifer parvus ingår i släktet Parachelifer och familjen tvåögonklokrypare. Inga underarter finns listade i Catalogue of Life.